# Adolf Kober
Adolf Kober (3 de septiembre de 1879, Beuthen, Oberschlesien, Imperio alemán-Estados Unidos, Nueva York, 30 de diciembre de 1958) fue un rabino e historiador judío-alemán.

## Biografía

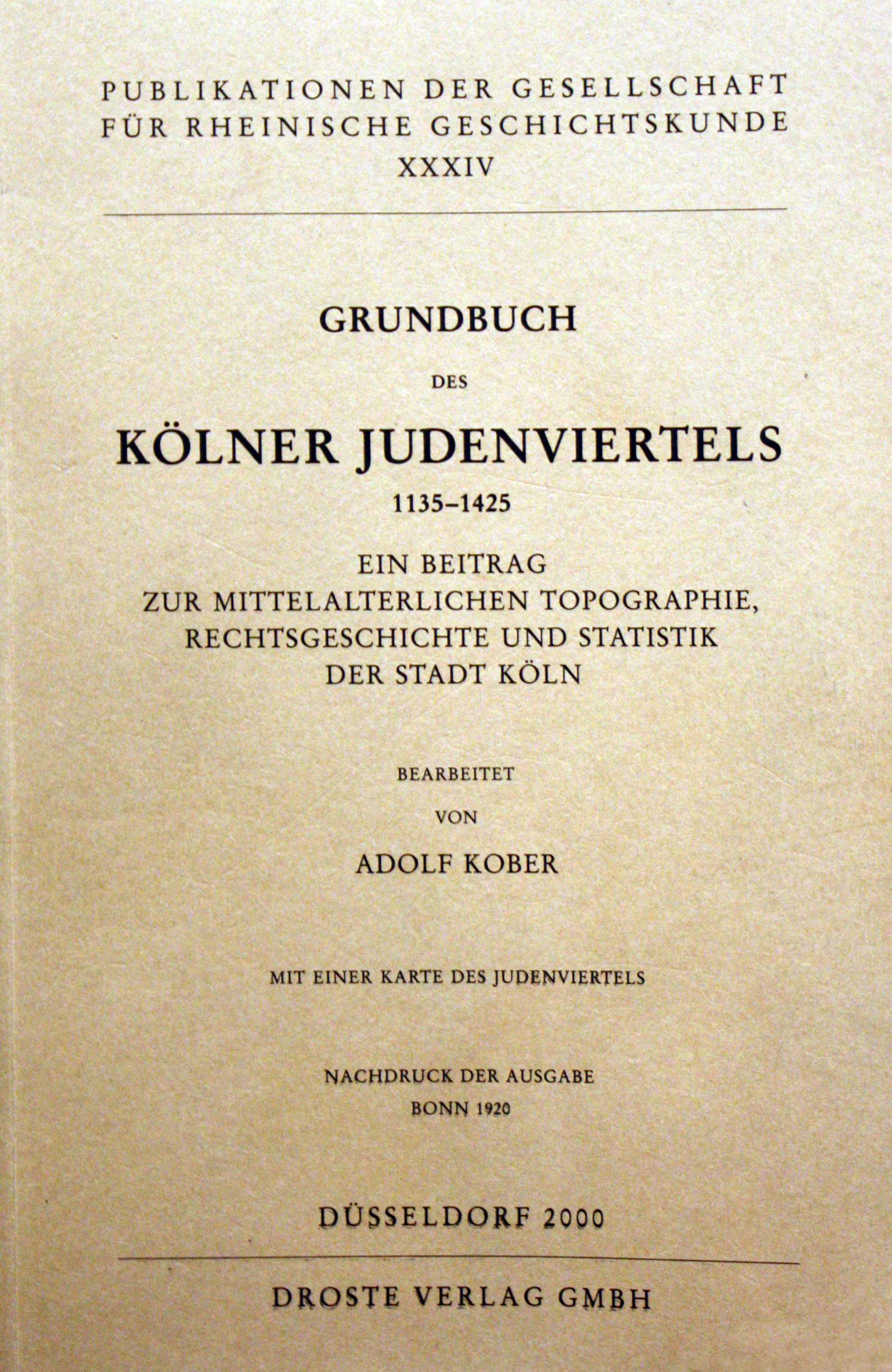
„Grundbuch des Kölner Judenviertels 1135-1425“ (Ausstellung Prätorium Köln).

Kober estudió Historia, Filosofía y Lenguas Orientales en la Universidad de Breslau (Breslau) y recibió un doctorado allí en 1903 con una tesis sobre la historia medieval de los judíos en Colonia. Asistió al Seminario Teológico Judío en Breslau, recibiendo su diploma rabínico de Israel Lewi en 1907. 
De 1906 a 1908 actuó como rabino sustituto e instructor religioso en la comunidad de Colonia. De 1908 a 1918 fue rabino de la ciudad y el distrito de Wiesbaden. 
En 1918 tomó en Colonia, la comunidad judía más grande de Alemania en ese momento, la oficina del rabino comunitario. En 1922, en el momento de la inflación, fundó una organización para el alivio de la angustia entre las personas avergonzadas de pedir ayuda (Notstand für veschaemte Armte).
En 1925 asumió la responsabilidad del departamento interregional de historia judía en la "Exposición del Milenio de Renania", que tuvo lugar en el recinto ferial de Colonia. 
En Colonia, Kober comenzó en 1929 la "Jüdische Lehrhaus (Casa de formación judía)" como un sitio para la educación de judíos adultos y asumió la responsabilidad en el mismo año de la planificación de los contenidos del pabellón de la prensa judía en la gran exposición de cultura de Colonia "Pressa". Además de su actividad de rabino, Kober se dedicó a varias publicaciones científicas sobre la historia de los judíos de Renania. Fue miembro del equipo editorial de la Germania Judaica. Dio una conferencia en la Universidad de Colonia sobre historia y literatura judía.
En los años 1930 fue uno de los editores de la prestigiosa Zeitschrift für die Geschichte der Juden en Alemania (revista para la historia de los judíos en Alemania) . 
En 1939 Kober, después de la persecución nacionalsocialista, emigró a los Estados Unidos, donde, hasta su muerte en 1958 en Nueva York, permaneció activo como rabino y erudito. También en los EE. UU. fue absorbido por la historia de los judíos renanos. Él aún visitó Colonia en 1953 y 1957. 
En 1963, la ciudad de Colonia dio su nombre a una calle en Stammheim. 

## Obras
- Cologne, The Jewish Publication Society of America, Filadelfia 1940 (disponible en línea).
- Jewish Monuments of the Middle Ages in Germany. One Hundred and Ten Tombstone Inscriptions from Speyer, Cologne, Nuremberg and Worms (1085-c. 1428), Part 1, in: Proceedings of the American Academy for Jewish Research 14 (1944). p. 149-220, Part 2, in: ibidem 15 (1945). p. 1-91.
- Studien zur mittelalterlichen Geschichte der Juden in Köln am Rhein, insbesondere ihres Grundbesitzes. Breslau 1903 (Univ. Diss).
- Grundbuch des Kölner Judenviertel 1135-1425. Ein Beitrag zur mittelalterlichen Topographie, Rechtsgeschichte und Statistik der Stadt Köln. Bonn 1920 (=Publikationen der Gesellschaft für rheinische Geschichtskunde 34)
- Aus der Geschichte der Juden im Rheinland, in: Rheinischer Verein für Heimatpflege und Heimatschutz 1/24 (1931). p. 11-98.